# Joos Verpraet
Joos Verpraet, död 1661, var en flamländsk man som avrättades för häxeri.
Han greps sedan han hade angetts som medbrottsling av Pieter Dhondt.
Han erkände att han hade gjort ett kontrakt med djävulen, att han hade deltagit i flera häxsabbater och att han hade förtrollat tre hästar.
Han dömdes till att strypas och brännas. 